# Prita Meier
Prita Meier (* 1970er Jahre) ist eine US-amerikanische Kunsthistorikerin und Professorin für afrikanische Kunstgeschichte am Institute of Fine Arts der New York University. Ihre Forschung konzentriert sich auf die visuelle Kultur, Architektur und Fotografie der Swahili-Küste sowie auf transozeanische Verflechtungen im Indischen Ozeanraum.

## Leben und Ausbildung
Meier studierte Kunstgeschichte und Afrikastudien an der University of Chicago und promovierte an der Harvard University. Ihre akademische Laufbahn führte sie über verschiedene Forschungsstationen in Ostafrika, Europa und den USA.

## Forschungsschwerpunkte
Meiers Arbeit befasst sich mit der materiellen Kultur und Architektur von Hafenstädten wie Mombasa und Lamu, insbesondere im Kontext kolonialer und postkolonialer Transformationen. Sie untersucht die Rolle von Fotografie, islamischer Kunst und maritimen Objekten wie Daus in der Konstruktion kultureller Identitäten entlang der Swahili-Küste. Thema ihrer Forschung ist die transregionale Verflechtung Afrikas mit dem Nahen Osten, Südasien und Europa über den Indischen Ozean. Ihre Arbeiten verbinden kunsthistorische Analyse mit postkolonialer Theorie und Globalgeschichte.

## Veröffentlichungen (Auswahl)
- Swahili Port Cities: The Architecture of Elsewhere (Indiana University Press, 2016). Eine Studie über die Architektur und urbane Kultur der Swahili-Städte im kolonialen und globalen Kontext.
- World on the Horizon: Swahili Arts Across the Indian Ocean (2018, Mitherausgeberin mit Allyson Purpura). Ausstellungskatalog zur gleichnamigen Wanderausstellung über Swahili-Kunst und ihre transozeanischen Verbindungen.
- The Surface of Things: A History of Photography from the Swahili Coast (2024) Eine visuelle Geschichte der Fotografie in Ostafrika anhand von über 200 bislang unveröffentlichten Bildern.

## Aktuelle Projekte
Meier arbeitet derzeit an mehreren Forschungsprojekten, darunter:
- African Ivory in Motion: Eine Untersuchung der globalen Zirkulation von Elfenbein im 19. Jahrhundert.
- Urban History of Nairobi: Ein gemeinsames Projekt mit Kenny Cupers zur postkolonialen Stadtentwicklung in Kania.